# 2014 인터내셔널 챔피언스컵
2014 인터내셔널 챔피언스컵(영어: 2014 International Champions Cup)은 2014년 7월 24일부터 8월 4일까지 열린 축구 클럽 대항전이다. 미국과 캐나다에서 열린 두번째 인터내셔널 챔피언스컵이다. 결승에서 맨체스터 유나이티드가 리버풀을 3:1로 이기고 우승을 차지했다.